# Rudolf Palme (Historiker)
Rudolf Palme (* 19. März 1942 in Berlin; † 19. April 2002 in Innsbruck) war ein österreichischer Historiker.

## Leben und Wirken
Rudolf Palme war das älteste Kind eines Physikers. Nach dem Zweiten Weltkrieg übersiedelte die Familie nach Reutte in Tirol. Der Vater erhielt dort in der Metallverarbeitung bei den Plansee-Werken eine leitende Position. Palme legte 1963 in Reutte die Reifeprüfung ab. Anschließend trat er für ein Jahr in das Prämonstratenserstift Wilten ein. Palme stellte fest, dass das Klosterleben nichts für ihn sei, die Verbindung zu den Chorherren in Wilten blieb jedoch bestehen. Er studierte ab dem Wintersemester 1964/65 an der Universität Innsbruck Geschichte, Deutsche Philologie und Philosophie. Das Studium setzte er ab dem Wintersemester 1965/66 an der Universität Wien fort. Dort wurde er 1969 promoviert mit einer von Hans Lentze angeregten und von Heinrich Fichtenau betreuten Studie zur Abtwahl im Stift Wilten. Palme absolvierte den 52. Kurs des Instituts für Österreichische Geschichtsforschung in Wien. Außerdem studierte er in Wien Rechtswissenschaften. Er legte 1971 die erste (rechtshistorische) Staatsprüfung ab mit einer von Erich Zöllner betreuten Arbeit zur Geschichte der Saline und des Salzbergwerkes Hall in Tirol bis zum Jahre 1363. 
Im Juli 1971 wurde er Universitätsassistent bei Nikolaus Grass am Institut für Österreichische und Deutsche Rechtsgeschichte der Universität Innsbruck. Palme habilitierte sich 1982 an der Universität Innsbruck. Ihm wurde 1982 die Lehrbefugnis als Universitätsdozent für „Wirtschafts- und Sozialgeschichte in Verbindung mit Österreichischer Rechtsgeschichte“ verliehen. Im März 1987 wurde er außerordentlicher Universitätsprofessor am Innsbrucker Institut für Österreichische und Deutsche Rechtsgeschichte. Dort wirkte er bis 2002. Von 1989 bis 1995 war er Obmann des Tiroler Geschichtsvereins. Palme verstarb kurz nach seinem 60. Geburtstag. Er hinterließ seine Frau und seinen Sohn.
Sein Arbeitsschwerpunkt war der Bergbau, vor allem die Salzgewinnung. So erforschte er den Einfluss der Salzproduktion auf die wirtschaftliche und soziale Struktur Tirols. Unter rechtshistorischen Gesichtspunkten untersuchte er das Tiroler Bergbaurecht sowie die Rechtsformen an Liegenschaften. Palmes Arbeiten zeichnen sich durch eine enge Verbindung der Rechts-, Wirtschafts- und Sozialgeschichte aus. Einige seiner Arbeiten wurden auch in russischer, japanischer und chinesischer Sprache veröffentlicht. Mit Jean-Claude Hocquet leitete er ein Forschungsprojekt über west- und mitteleuropäische Salzwerke. Mit ihm begründete er die Commission Internationale d’Histoire du Sel (CIHS). Außerdem behandelte er thematisch Probleme der österreichischen Verfassungs- und Rechtsentwicklung, die rechtliche Stellung der Juden und die NS-Zeit. Mehrere Beiträge verfasste er auch zum Naturrechtler Karl Anton von Martini. Mit Wolfgang Ingenhaeff-Berenkamp gründete er 2001 in Schwaz den Internationalen Montanhistorischen Kongress als internationale Forschungsveranstaltung. Palme verstarb jedoch noch während der Vorbereitungen zur ersten Tagung im Jahr 2002.

## Schriften
- Das Messingwerk Mühlau bei Innsbruck. Ein Innovationsversuch Kaiser Maximilians I. Aus den Quellen dargestellt. Berenkamp, Hall in Tirol 2000, ISBN 3-85093-118-8.
- Rechts-, Wirtschafts- und Sozialgeschichte der inneralpinen Salzwerke bis zu deren Monopolisierung (= Rechtshistorische Reihe. Bd. 25). Lang, Frankfurt am Main 1983, ISBN 3-8204-7133-2.